# ル・グラン＝サコネ

ル・グラン＝サコネの紋章

ル・グラン＝サコネ（Le Grand-Sacconex）は、スイス連邦ジュネーヴ州ジュネーヴ市の北に隣接する基礎自治体（コミューン）。ジュネーヴのほかベルヴュー、プレニー・シャンベジー、メイラン、ヴェルニエのコミューン、また北側をフランス・アン県のフェルネイ＝ヴォルテールとの国境に囲まれている。
コミューンのフランス国境をまたいでジュネーヴ空港があり、また隣接してジュネーヴ国際モーターショーなどが行われる展示会場 Palexpo がある。
ジュネーヴ市の市境を越えた反対側はル・プチ＝サコネ（Le Petit-Sacconex、小さいサコネ）と呼ばれる地域である（ル・グラン＝サコネは「大きいサコネ」という意味）。

## データ
- 面積:4.45 km²
- 人口:10607人（2008年1月）